# فجأة سوزان (مسلسل)
فجأة سوزان (بالإنجليزية: Suddenly Susan)‏ مسلسل تلفزيوني أمريكي يعتمد على كوميديا الموقف عرض على هيئة الإذاعة الوطنية من 19 سبتمبر 1996 إلى 26 ديسمبر 2000 حيث تم تصوير 4 أجزاء بواقع 93 حلقة.

## الشخصيات
| الممثل(ة)       | الشخصية          | عدد الحلقات |
| بروك شيلدز      | سوزان كين        | 93          |
| نيستور كاربونيل | لويس ريفيرا      | 93          |
| كاثي غريفين     | فيكي غروينر      | 93          |
| باربارا باري    | هيلين (نانا) كين | 92          |
| جود نيلسون      | جاك ريتشموند     | 71          |
| ديفيد ستريكلاند | تود ستايلز       | 71          |
| أندريا بيندوالد | مادي بايبر       | 59          |
| جيمي سكاف       | كريس             | 24          |
| شيري شيبيرد     | ميراندا تشارلز   | 23          |
| كوري غراهام     | نيت كنابورسكي    | 22          |
| --------------- | ---------------- | ----------- |

## جوائز المسلسل
| السنة | المهرجان                                | الجائزة                                        | الحاصل عليها    |
| 1998  | مهرجان ألما                             | أفضل ممثل في مسلسل كوميدي                      | نيستور كاربونيل |
| 1998  | مهرجان ألما                             | أفضل مسلسل كوميدي                              | المسلسل         |
| 1999  | مهرجان ألما                             | أفضل ممثل في مسلسل كوميدي                      | نيستور كاربونيل |
| 1997  | مهرجان أسكاب لموسيقى السينما والتلفزيون | أفضل مقدمة موسيقية لمسلسل تلفزيوني             | إد ألتون        |
| 1998  | مهرجان أسكاب لموسيقى السينما والتلفزيون | أفضل مقدمة موسيقية لمسلسل تلفزيوني             | إد ألتون        |
| 1999  | مهرجان الفنانين الصغار                  | أفضل ممثل شاب ضيف شرف في مسلسل تلفزيوني كوميدي | بوبي بريور      |
| 1999  | مهرجان الفنانين الصغار                  | أفضل ممثل شاب ضيف شرف في مسلسل تلفزيوني كوميدي | سام غيفالدي     |
| ----- | --------------------------------------- | ---------------------------------------------- | --------------- |

## روابط خارجية
- فجأة سوزان على موقع IMDb (الإنجليزية)
- فجأة سوزان على موقع ميتاكريتيك (الإنجليزية)
- فجأة سوزان على موقع الموسوعة البريطانية (الإنجليزية)
- فجأة سوزان على موقع روتن توميتوز (الإنجليزية)
- فجأة سوزان على موقع كينوبويسك (الروسية)
- فجأة سوزان على موقع ألو سيني (الفرنسية)
- فجأة سوزان على موقع قاعدة بيانات الفيلم (الإنجليزية)